# 善業
| ウィキペディアには「善業」という見出しの百科事典記事はありません（タイトルに「善業」を含むページの一覧/「善業」で始まるページの一覧）。 代わりにウィクショナリーのページ「善業」が役に立つかもしれません。 |